# A Children's Suite
A Children's Suite is een compositie voor harmonieorkest of fanfareorkest van de Belgische componist André Waignein. Hij componeerde dit werk in 1979 voor een compositiewedstrijd uitgeschreven door het Kempisch Jeugd Fanfare-Orkest (KJFO).